# Gasteracantha martensi
Gasteracantha martensi là một loài nhện trong họ Araneidae.
Loài này thuộc chi Gasteracantha. Gasteracantha martensi được Maria Dahl miêu tả năm 1914.